# Константин Дука (умро 1179)
Константин Дука (грч. Κωνσταντίνος Δούκας; ?, ? — ?, 8. април 1179) био је византијски генерал и стратег Драча под Манојлом I Комнином.

## Биографија
Везе Константина Дуке са моћном византијском породицом Дука су непознате. Мало је података о његовом животу. Године 1173. Манојло Комнин га је послао да помогне браниоцима Анконе у Италији. Анкона, савезник Византије, трпела је комбиновани напад светоримског цара Фридриха Барбаросе и Млетачке републике. Опсада је трајала седам месеци. Константин је успешно одбранио град од заузећа. Након тога је постављен за дукса (стратега) Далмације и Драча. Умро је у својој кући од запаљења плућа 8. априла 1179. године.